# Ostrovecká olšina
Ostrovecká olšina je přírodní památka u Krt v okrese Rakovník. Přírodní památku tvoří podmáčené louky a olšiny. Nachází se uprostřed lesů mezi obcemi Krty a Velečín, severně od vesnice Ostrovec u levého přítoku Ostroveckého potoka.
Důvodem ochrany je zachování zbytku přirozených společenstev podmáčených luk a olšin s výskytem vzácných slatinných druhů rostlin. Z původně lučního biotopu se náletem vyvinula jasanová olšina, doprovodnými dřevinami jsou jasan ztepilý (Fraxinus excelsior) a topol osika (Populus tremula). Na území se též nacházejí zajímavé druhy rostlin. Jsou to především prstnatec májový (Dactylorhiza majalis), upolín evropský (Trollius europaeus), pcháč bahenní (Cirsium palustre), kozlík dvoudomý (Valeriana dioica), škarda bahenní (Crepis paludosa), blatouch bahenní (Caltha palustris), hadilka obecná (Ophioglossum vulgatum), bledule jarní (Leucojum vernum).